# Tzeachten Indian Reserve 13
Tzeachten Indian Reserve 13 är ett reservat i Kanada.   Det ligger i provinsen British Columbia, i den södra delen av landet, 3 500 km väster om huvudstaden Ottawa.
I omgivningarna runt Tzeachten Indian Reserve 13 växer i huvudsak blandskog. Runt Tzeachten Indian Reserve 13 är det mycket glesbefolkat, med 5 invånare per kvadratkilometer.